# Lin Xiyu
Lin Xiyu (født 25. februar 1996) er en kinesisk professionel golfspiller.
Hun repræsenterede Kina ved sommer-OL 2016 i Rio de Janeiro, hvor hun sluttede på en 38. plads i kvindernes turnering.
Ved sommer-OL 2020 i Tokyo, som blev afholdt i 2021, opnåede hun en 9. plads.
Ved sommer-OL 2024 i Paris vandt hun bronze.